# St-Restitut (Saint-Restitut)

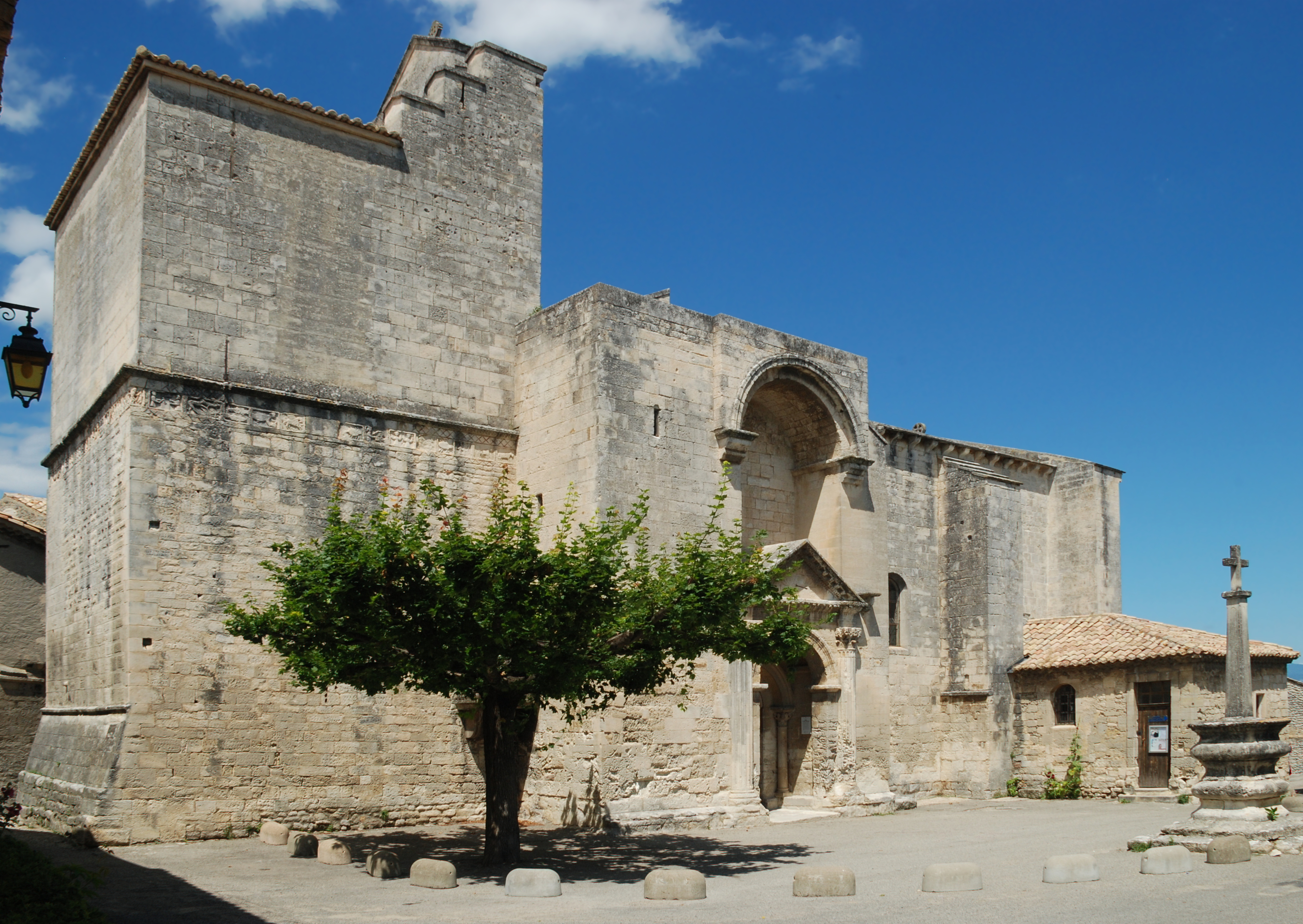
Romanische Kirche Saint-Restitut

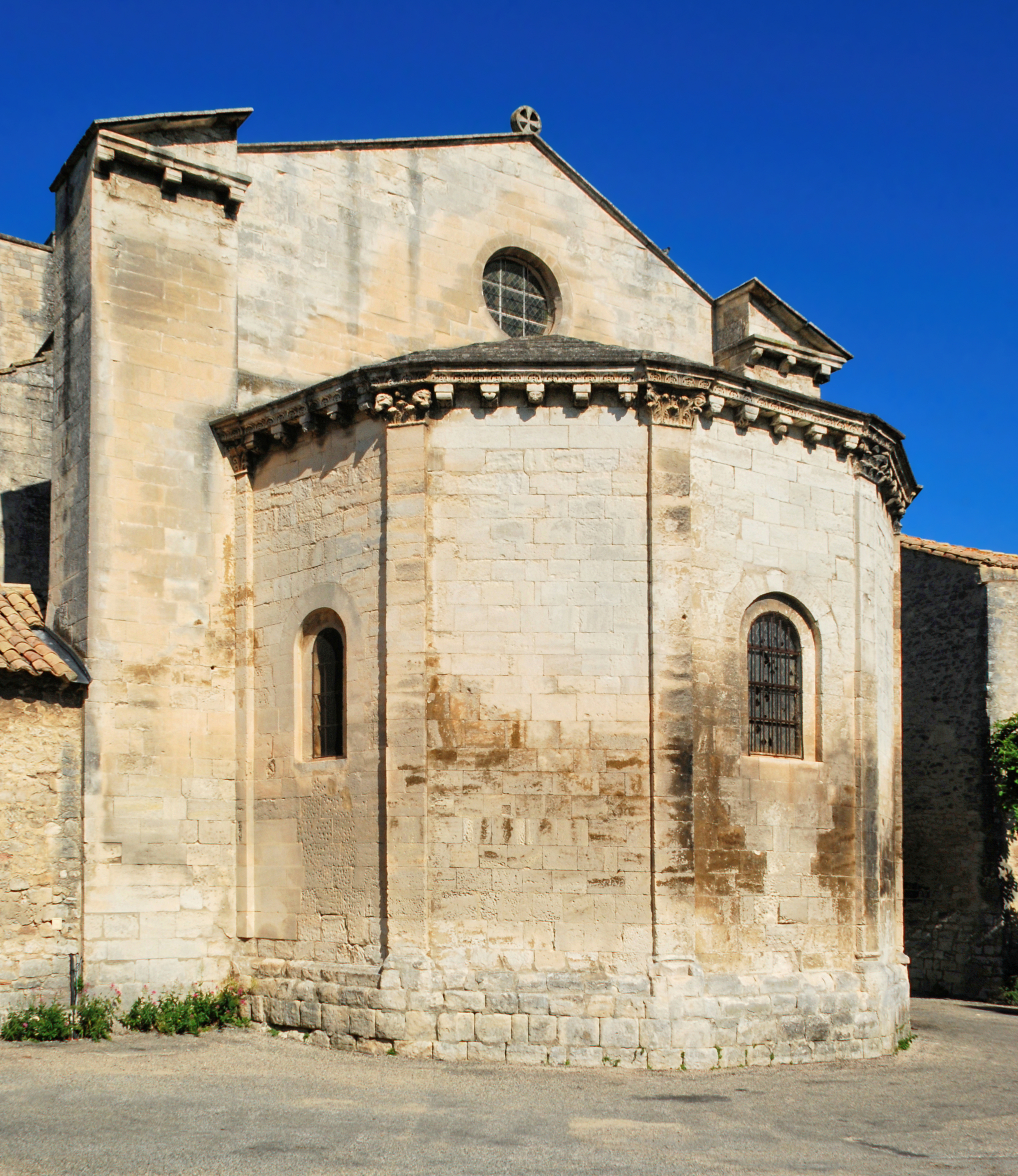
Chor

Die katholische Kirche Saint-Restitut in Saint-Restitut, einer französischen Gemeinde im Département Drôme in der Region Auvergne-Rhône-Alpes, ist ein Beispiel für die romanische Architektur in der Provence. Die Kirche wurde gegen Ende des 12. Jahrhunderts errichtet, der Turm vermutlich im 11. Jahrhundert.

## Geschichte
Die Kirche Saint-Restitut erinnert an den blinden Sidonius, den Jesus wieder sehend gemacht haben soll und der nach seiner Heilung den Namen Restitutus, der Wiederhergestellte, annahm. Nach der Legende soll er mit den heiligen Marien nach Südfrankreich gekommen sein. In Augusta Tricastinorum, dem späteren Saint-Paul-Trois-Châteaux, gründete er die Kirche Notre-Dame und wurde der erste Bischof des Tricastin. Nach seinem Tod in der Nähe von Mailand sollen seine sterblichen Überreste in das Dorf Saint-Restitut, das später nach ihm benannt wurde, überführt worden sein, wo er im Turm der Kirche, der deshalb Tour Funéraire (Grabturm) genannt wird, bestattet wurde.
Im Mittelalter wurde Saint-Restitut zu einem Wallfahrtsort, in dem vor allem Blinde Heilung erhofften. Die Kirche wurde 1249 erstmals schriftlich erwähnt, als die Reliquien des Heiligen in einen Marmorschrein umgebettet und vom Turm in die Kirche überführt wurden. 1516 wurde für die Reliquien ein kleines gotisches Ziborium errichtet, das heute im Erdgeschoss des Turmes erhalten ist. Die Überreste des heiligen Restitut wurden während der Religionskriege verbrannt.
Während der Französischen Revolution wurden die Gebäude verkauft und erst in der Mitte des 19. Jahrhunderts vom französischen Staat zurückgekauft. 1840 wurde die Kirche als geschütztes Baudenkmal in die Liste der Monuments historiques aufgenommen.

## Architektur

### Außenbau

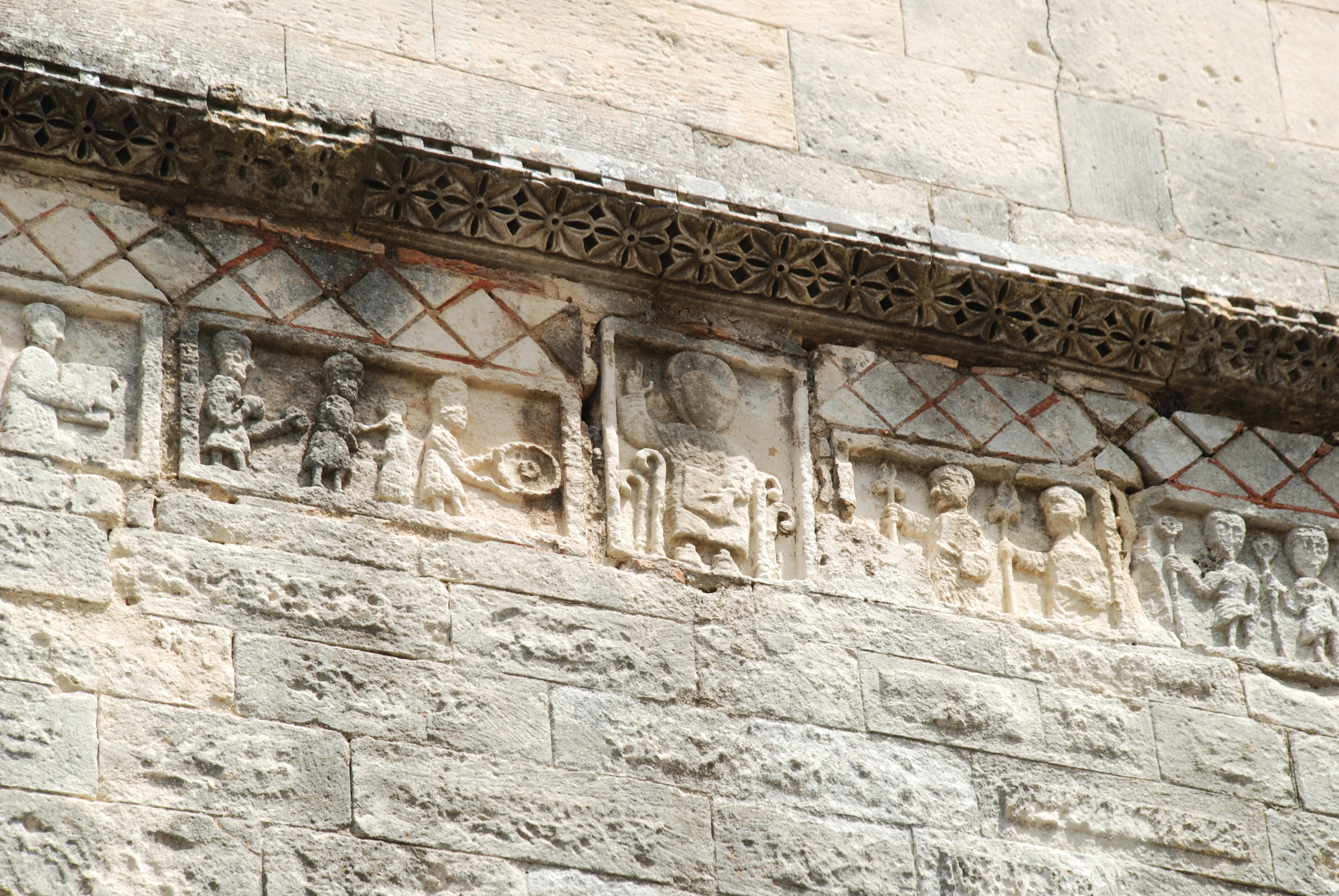
Fries mit Reliefplatten

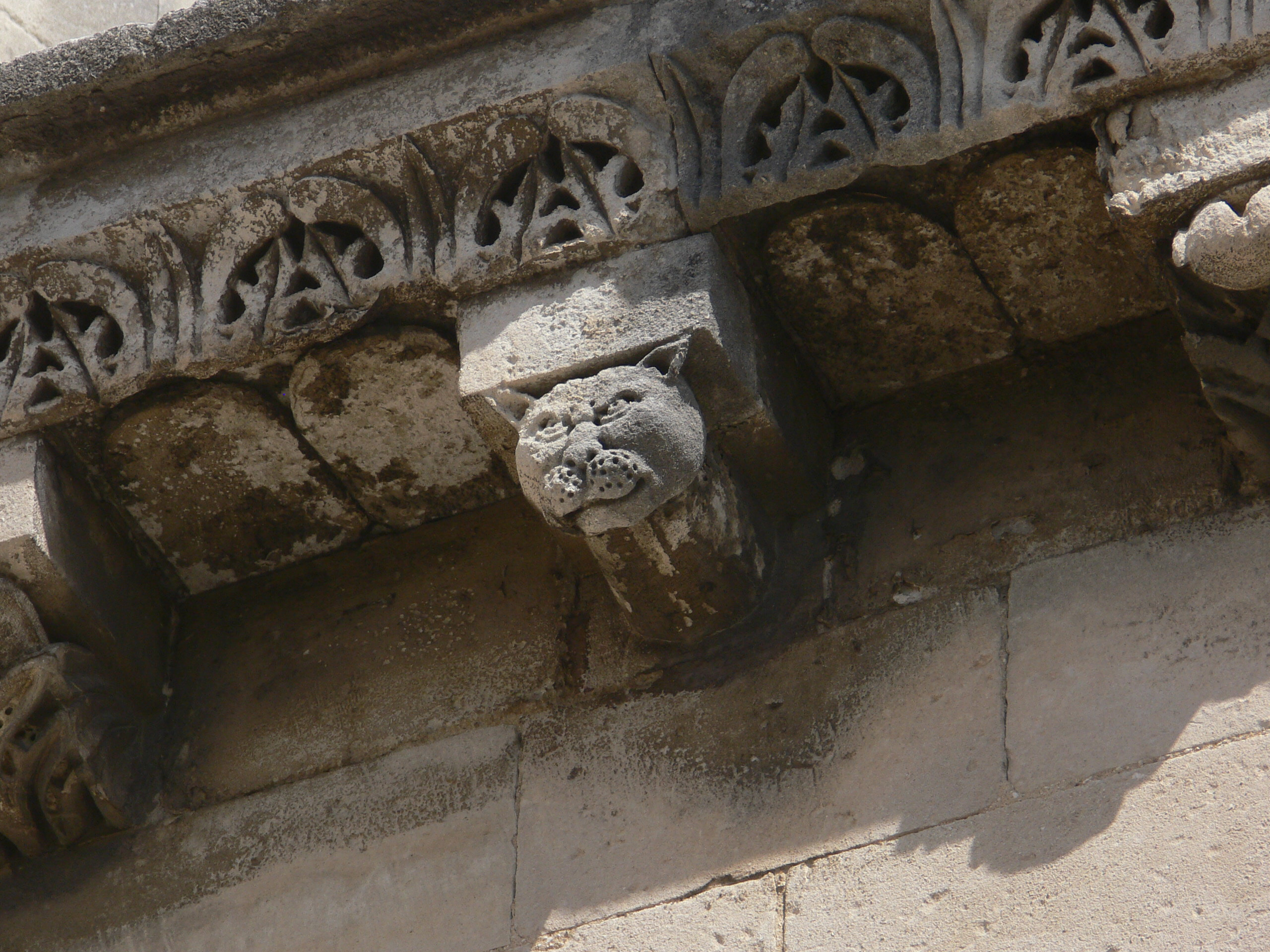
Skultptierter Kragstein

Ältester Teil der Anlage ist der quadratische, fensterlose Turm, Tour Funéraire, der sich im Westen an die Kirche anschließt. Er wird auf das 11. Jahrhundert datiert.
Der untere Teil des Turms besteht aus grob behauenen, kleineren Steinen. Auf allen vier Seiten verläuft ein Fries, unter dem Reliefplatten mit figürlichen Darstellungen angeordnet sind. Eine den Fries durchbrechende Tafel ist dem thronenden Christus gewidmet, auf anderen Tafeln sind Esel, Vögel, Fabelwesen, die Evangelistensymbole, das Agnus Dei und Personen dargestellt. Die Reliefs sind scharfkantig geschnitten und weisen eine geringe Tiefe auf, wie es der frühen Skulptur der Romanik entspricht.
Der obere Teil des Turms mit seinen mittelgroßen, regelmäßig behauenen Quadern, die sorgfältig aneinandergefügt sind, verweist auf die romanische Architektur des 12. Jahrhunderts. Hier sind zahlreiche Steinmetzzeichen zu erkennen.
Wie der obere Teil des Turms ist auch die Kirche aus regelmäßigen Quadern errichtet, was auf die gleiche Entstehungszeit schließen lässt. Das Langhaus mündet in eine fünfeckige Apsis, deren Ecken durch Pilaster mit skulptierten Kapitellen verstärkt sind. Unter dem Dachansatz verläuft ein Gesims mit einem Fries aus in Halbkreisen eingebundenen Palmblättern. Die Kragsteine darunter sind mit Tierköpfen und Pflanzenmotiven skulptiert. An der Ost- und der Südseite öffnen sich zwei Rundbogenfenster.
Das Südportal wird von einem Rundbogen überfangen und von zwei mächtigen Strebepfeilern eingefasst. Zwei mit Blattkapitellen versehene kannelierte Halbsäulen tragen einen Dreiecksgiebel. Auf dem rechten Kapitell sind inmitten der Akanthusblätter zwei Hände und ein Kopf mit Schnurrbart dargestellt.

### Innenraum
Der einschiffige Innenraum erstreckt sich über drei ungleiche Joche. Er wird von einer mit Gurtbögen verstärkten Spitztonne überspannt, die auf wuchtigen Wandpfeilern aufliegen. Die Wände des Langhauses sind durch Rundbogenarkaden gegliedert. Im Osten öffnet sich ein Triumphbogen zum Chor. Die Wand der außen fünfeckigen, innen halbrunden Apsis zieren Blendarkaden auf schmalen Säulen, deren Kapitelle mit Kämpferaufsätzen versehen sind. Den westlichen Abschluss des Langhauses bildet der Turm, dessen unteres Geschoss beim Anbau der Kirche zum Innenraum geöffnet wurde. Über der Empore ist der Fries und die Reliefplatten erhalten, die auch an den drei Außenwänden des Turmes verlaufen.